# بيورنستيارنه بيورنسون

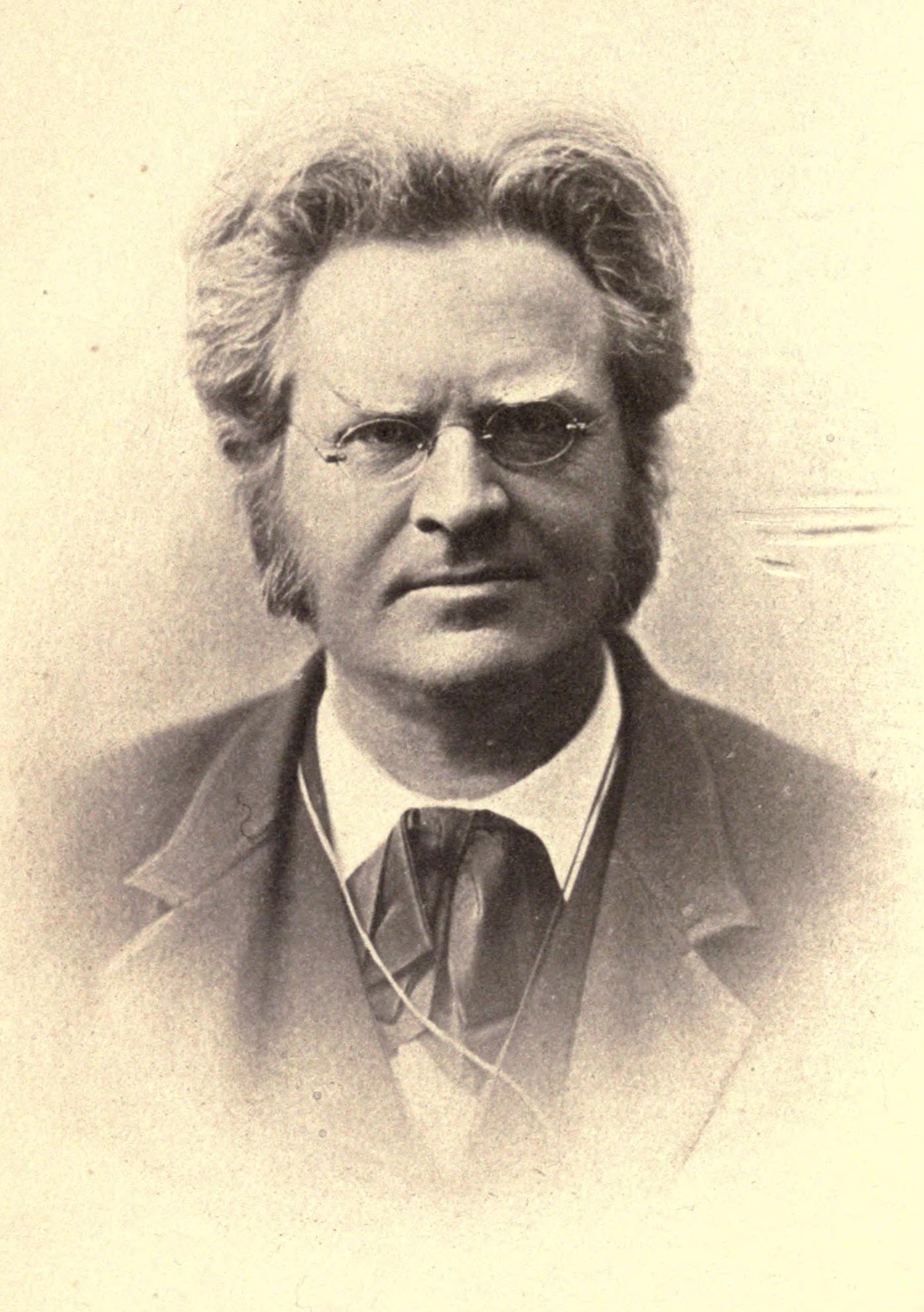
بيورنستيارنه بيورنسون

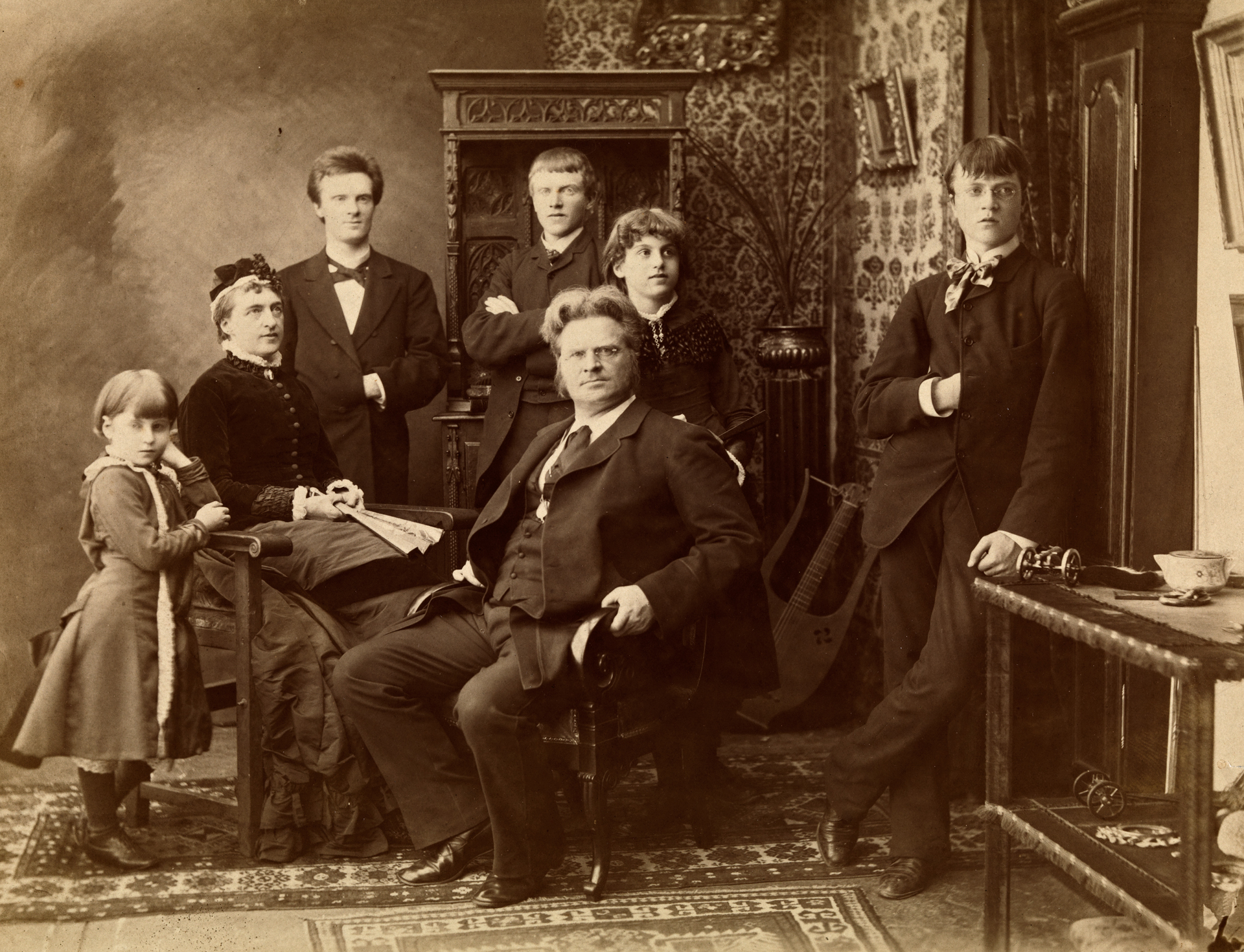
بيورنستيارنه بيورنسون وعائلته 1882.

بيورنستيارنه بيورنسون (بالبوكمول: Bjørnstjerne Bjørnson) (بالنرويجية: Bjørnstjerne Bjørnson) وهو كاتب وروائي وشاعر نرويجي، ولد في مدينة كفيكنه بمقاطعة هدمارك في 8 ديسمبر 1832 وتوفي في باريس في 26 ابريل 1910. ويُعتبر علماً من أعلام الأدباء النرويجيين وشغل في مسيرة حياته منصب قائد الحركة الوطنية النرويجية، وكانت أول مؤلفاته «سينوفه سولباكن» عام 1857. أصبح مدير مسرح برغن فيما بعد، وكتب كلمات النشيد الوطني النرويجي سنة 1863 و 1864. حصل على جائزة نوبل في الأدب عام 1903.

## أعماله
- العروسان (مسرحية)
- Synnove Solbaken
- بين المعارك
- Halte-Hulda
- Arme
- ولد سعيد
- الملك سفار
- Sigurd slembe
- ماري ستيوارت
- ابنه الصياد
- Arnljot Gelline
- الإفلاس والكاتب
- Magnhild

## روابط خارجية
- بيورنستيارنه بيورنسون على موقع IMDb (الإنجليزية)
- بيورنستيارنه بيورنسون على موقع الموسوعة البريطانية (الإنجليزية)
- بيورنستيارنه بيورنسون على موقع ميوزك برينز (الإنجليزية)
- بيورنستيارنه بيورنسون على موقع أول موفي (الإنجليزية)
- بيورنستيارنه بيورنسون على موقع قاعدة بيانات برودواي على الإنترنت (الإنجليزية)
- بيورنستيارنه بيورنسون على موقع قاعدة بيانات الأفلام السويدية (السويدية)
- بيورنستيارنه بيورنسون على موقع إن إن دي بي (الإنجليزية)
- بيورنستيارنه بيورنسون على موقع ديسكوغز (الإنجليزية)
- بيورنستيارنه بيورنسون على موقع قاعدة بيانات الفيلم (الإنجليزية)